# إل إتش إس 1140 بي
إل إتش إس 1140 بي هو كوكب صخري ضخم كثيف يدور داخل النطاق الصالح للحياة حول القزم الأحمر إل إتش إس 1140. اكتشفه مشروع إم إيرث عام 2017، إل إتش إس 1140 بي أثقل من الأرض بسبع مرات وذي نصف قطرٍ أكبر بـ 40%، ما يضعه في فئة كواكب الأرض الهائلة. إنه أحد أكثر الكواكب المُكتشفة كثافةً، إذ تساوي كثافته ضعفي كثافة الأرض، ويبلغ تسارع جاذبيته عند السطح 3.25 جي. يدور إل إتش إس 1140 بي بالكامل داخل النطاق الصالح للحياة حول نجمه ويتمتع بتدفق شعاعي يعادل 41% التدفق الخاص بالأرض. يبعد الكوكب عن الأرض 40 سنةً ضوئية فقط ويعبر أمام نجمه من منظورنا، ما يجعله مرشحًا ممتازًا لدراسات الغلاف الجوي باستخدام التلسكوبات الأرضية و/أو الفضائية.

## النجم المضيف
يدور إل إتش إس 1140 بي حول قزم أحمر صغير جدًا، إل إتش إس 1140، الذي يمتلك كتلةً ونصف قطر يعادلان 0.146 و0.186 ضعف كتلة ونصف قطر الشمس على التوالي، كما أنه من النوع الطيفي إم 4.5 في. يتمتع الكوكب بدرجة حرارة سطحية تساوي 3216 كلفن، وسطوع يساوي 0.00441 ضعف سطوع الشمس، يصل عمره إلى 5 مليارات عام على الأقل. للمقارنة، تساوي درجة حرارة سطح الشمس 5778 كلفن ويبلغ عمرها 4.5 مليار عام، وهي من النوع الطيفي جي 2 في. بالإضافة لذلك، إل إتش إس 1140 هو نجم خامل للغاية، إذ لم يرصد فريق اكتشاف الكوكب أي توهجات كبيرة صادره منه. على عكس معظم النجوم المماثلة بالحجم، فإن إل إتش إس 1140 قليل النشاط ويدور حول نفسه كل 130 يومًا.

## الميزات

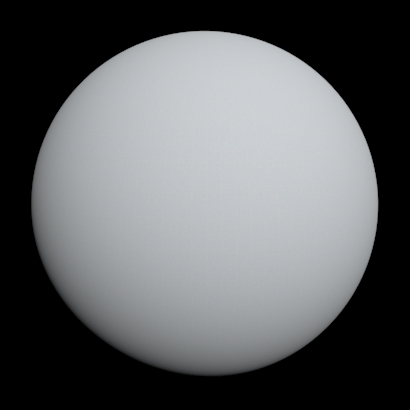
كوكب خارج المجموعة الشمسية غير معروف حتى الآن

### الكتلة ونصف القطر
اكتُشف إل إتش إس 1140 بي باستخدام طريقة السرعة الشعاعية (التي تقيس كتلة الجرم المصاحب) وطريقة القياس الضوئي للكوكب العابر (التي تحدد نصف القطر). لهذا السبب، يُعد إل إتش إس 1140 بي واحدًا من عدد قليل جدًا من الكواكب الخارجية، ذات كتلة ونصف قطر محددين، التي يُحتمل أن تكون صالحةً للحياة، أما البقية فيدرون حول ترابيست 1. نصف قطر الكوكب محدد جيدًا عند 0.10 ±1.43 ضعف نصف قطر الأرض، أي ما يعادل 9110 كيلومتر تقريبًا. إنه واحد من أصغر قيم نصف القطر لأي كوكب يحتمل أن يكون صالحًا للحياة ويماثل نصف قطر كوكب كيبلر 62 إف، باستخدام مطياف هاربس (الباحث الكوكبي بالسرعة الشعاعية عالي الدقة) الخاص بتلسكوب إي إس أوه 3.6 متر في مرصد لا سيلا في تشيلي، تمكن فريق الاكتشاف من تحديد كتلة إل إتش إس 1140 بي، ووجد أنها تعادل تقريبًا 6.65 ضعف كتلة الأرض، مع عدم يقين يساوي 1.82 ± ضعف كتلة الأرض. إذا كان له تركيبة شبيهة بالأرض، فستكون كتلة الكوكب أقرب إلى 3 أضعاف كتلة الأرض. هذا يعني أن كثافة إل إتش إس 1140 بي تساوي 12.5 جرام/سنتيمتر مكعب، وهي واحدة من أعلى الكثافات المُكتشفة على الإطلاق لكوكب صخري وأعلى من كثافة الأرض بأكثر من مرتين. نتيجةً لذلك، يبلغ تسارع جاذبية الكوكب عند سطحه 3.25 ضعف تسارع جاذبية الأرض، وهو أعلى من تسارع جاذبية المشتري. للهروب من جاذبية إل إتش إس 1140 بي، يجب أن تتحرك المركبة الفضائية بسرعة 24 كيلومتر/ثانية، أي نحو 54000 ميل في الساعة. تشير كثافة إل إتش إس1140  بي العالية إلى تركيبة غنية بالحديد، ذات لبّ من الحديد والنيكل يشكل 75% من الكتلة الإجمالية للكوكب. للمقارنة، يشكل لبّ الأرض نحو 32.5% من كتلتها، أي أقل من نسبة لبّ كوكب إل إتش إس 1140 بي.